# Turó de la Moneda
El Turó de la Moneda és una muntanya de 685 metres que es troba al municipi de Sant Hilari Sacalm, a la comarca de la Selva.